# Cacia lepesmei
Cacia lepesmei es una especie de escarabajo longicornio del género Cacia, subfamilia Lamiinae. Fue descrita científicamente por Gressitt en 1951.
Se distribuye por China. Mide 14,5 milímetros de longitud. El período de vuelo ocurre en el mes de junio.